# Страмаре (Тревизо)
Страмаре је насеље у Италији у округу Тревизо, региону Венето.
Према процени из 2011. у насељу је живело 6 становника. Насеље се налази на надморској висини од 397 м.